# Lekcja anatomii (film)
Lekcja anatomii (niem. Anatomiestunde) – niemiecki film obyczajowy z roku 1977 w reżyserii Krzysztofa Zanussiego.

## Fabuła
Grupa niemieckich studentów dyskutuje na temat ingerencji różnych czynników w strukturę psychiczną człowieka. Jako przykład przywołana jest chilijska dziewczyna Lucia, zwolenniczka prezydenta Allende, prześladowana przez reżim Pinocheta.

## Obsada
- Peter Bertram – Thomas
- Hilde Lermann – Marianne
- Jessica Früh – Lucia